# Hans Zimmer
Hans Zimmer (phát âm tiếng Đức: [hans ˌfloːʁi̯aːn ˈtsɪmɐ]; sinh ngày 12 tháng 9 năm 1957) là một nam nhạc sĩ, nhà soạn nhạc kiêm nhà sản xuất âm nhạc người Đức gốc Do Thái. Cho đến nay, ông đã sáng tác nhạc cho hơn 150 tác phẩm điện ảnh, bao gồm phần nhạc phim cho Vua sư tử, bộ ba của loạt phim Cướp biển vùng Caribe, The Thin Red Line, Võ sĩ giác đấu, Võ sĩ đạo cuối cùng, Kỵ sĩ bóng đêm, Kỵ sĩ bóng đêm trỗi dậy, Kẻ đánh cắp giấc mơ, Hố đen tử thần và gần đây hơn là Dune: Hành tinh cát. Hai tác phẩm Vua sư tử và Dune: Hành tinh cát đã giúp ông hai lần giành giải Oscar cho nhạc phim hay nhất.
Ông khởi đầu sự nghiệp tại Vương quốc Anh trước khi chuyển đến Hoa Kỳ. Ông là người đứng đầu bộ phận âm nhạc điện ảnh tại studio của DreamWorks và làm việc với các nhà soạn nhạc khác thông qua công ty mà ông sáng lập, Remote Control Productions.
Các tác phẩm của Zimmer nổi bật với việc kết hợp âm nhạc điện tử hòa trộn với âm nhạc cổ điển. Ông đã nhận được bốn giải Grammy, ba giải thưởng Classic BRIT Awards, hai giải Quả cầu vàng và hai giải Oscar. Ông cũng đã có tên trong danh sách Top 100 Thiên tài đương đại, do tờ The Daily Telegraph công bố.

## Niên thiếu
Zimmer sinh ra tại Frankfurt am Main, Đức. Thời thơ ấu, ông sống tại Königstein-Falkenstein, nơi ông học chơi piano tại nhà, nhưng chỉ học piano một thời gian ngắn do không thích sự khuôn phép của những bài học chính thống. Ông chuyển đến London vào tuổi thiếu niên và theo học trường Hurtwood House.
Trong một buổi phỏng vấn với Mashable vào tháng 2 năm 2013, ông nói về cha mẹ của mình "Mẹ của tôi rất yêu thích âm nhạc, và về cơ bản là một nhạc công, và cha tôi là một kỹ sư và nhà sáng chế. Nên, tôi bắt đầu tùy chỉnh piano của mình, ta có thể nói như vậy, thứ âm thanh làm mẹ tôi thở hổn hển một cách kinh dị, và cha tôi sẽ nghĩ rằng thật tuyệt khi tôi kèm thêm cưa và những thứ tương tự vào nhạc piano, vì ông nghĩ đó sẽ là một bước tiến trong công nghệ."
Trong một buổi phỏng vấn với đài truyền hình Đức ZDF năm 2006, ông nhận xét: "Cha tôi mất khi tôi còn là một đứa trẻ, và tôi đã trốn thoát bằng cách nào đó qua âm nhạc, và âm nhạc đã trở thành người bạn tốt nhất của tôi."
Trong một buổi phỏng vấn tháng 5 năm 2014, Zimmer nói rằng ông là người Do Thái, và tưởng nhớ lại cách mẹ ông trốn thoát sang Anh năm 1939.

## Sự nghiệp

### Khởi đầu
Zimmer bắt đầu sự nghiệp với vị trí chơi keyboard và synthesizer trong thập niên 1970, ở ban nhạc Krakatoa. Ông từng làm việc với The Buggles, một ban nhạc new wave thành lập năm 1977 ở London với Trevor Horn, Geoff Downes, và Bruce Woolley. Zimmer có thể được nhìn thấy trong một khoảng thời gian ngắn ở video âm nhạc của ca khúc năm 1979 của The Buggles, "Video Killed the Radio Star". Sau khi hợp tác với The Buggles, ông bắt đầu làm việc cùng nhóm nhạc người Ý Krisma, một ban nhạc new wave thành lập năm 1976 với Maurizio Arcieri và Christina Moser. Ông là thành viên khách mời ở vị trí synthesizer cho album thứ ba của Krisma, Cathode Mamma. Ông cũng hợp tác với ban nhạc Helden (với Warren Cann từ Ultravox). Cả Zimmer (ở vị trí keyboard) và Cann (ở vị trí trống) đều được mời tham gia nhóm nhạc Tây Ban Nha Mecano cho một buổi biểu diễn ở Segovia (Tây Ban Nha) năm 1984. Hai bài hát trong buổi biểu diễn này được tập hợp trong album "Mecano: En Concierto" ra mắt năm 1985 chỉ tại Tây Ban Nha. Năm 1980, Zimmer đồng sản xuất đĩa đơn "History of the World, Part 1" với và cho ban nhạc punk Anh quốc The Damned, đĩa đơn cũng xuất hiện trong LP phát hành năm 1980, "The Black Album" và phần mô tả về ảnh hưởng của ông được ghi là "Được sản xuất một cách công phu bởi Hans Zimmer" ("Over-Produced by Hans Zimmer").
Trong khoảng thời gian sống tại London, Zimmer đã viết những đoạn nhạc quảng cáo cho Air-Edel Associates. Trong thập niên 1980, Zimmer hợp tác với Stanley Myers, một nhà soạn nhạc có gia tài sáng tác đồ sộ, là tác giả của rất nhiều nhạc phẩm cho hơn sáu mươi phim. Zimmer và Myers đồng sáng lập Lillie Yard, một phòng thu đặt tại London. Myers và Zimmer đã cùng nhau thực hiện việc hoà trộn âm nhạc giao hưởng truyền thống với các nhạc cụ điện tử. Một vài bộ phim mà Zimmer và Myers từng sáng tác nhạc phim là Moonlighting (1982), Success is the Best Revenge (1984), Insignificance (1985), và My Beautiful Launderette (1985). Tác phẩm đầu tiên mà Zimmer sáng tác một cách độc lập là Terminal Exposure của đạo diễn Nico Mastorakis năm 1987, trong phần nhạc phim này ông cũng viết phần lời cho các ca khúc. Zimmer đóng vai trò nhà sản xuất nhạc phim cho bộ phim năm 1987 Hoàng đế cuối cùng, bộ phim đã đoạt Giải Oscar cho nhạc phim hay nhất.

## Đời tư
Zimmer sống tại Los Angeles với người vợ Suzanne, và có bốn đứa con.

## Giải thưởng

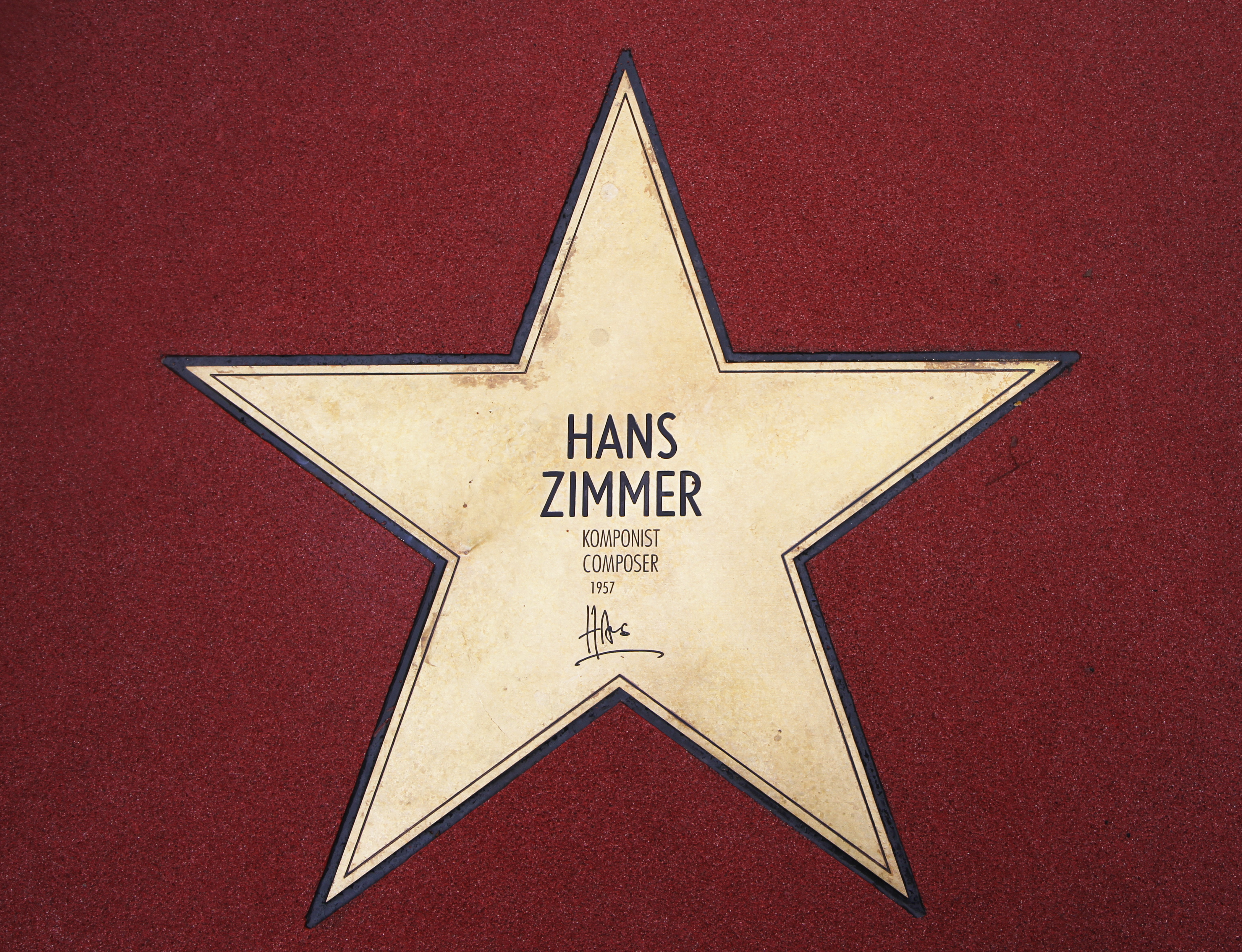
Ngôi sao của Zimmer trên "Boulevard der Stars" ở Berlin

| Academy Awards - 1994: The Lion King (Nhạc phim hay nhất) - 2022: Dune: Hành tinh cát (Nhạc phim hay nhất) Golden Globe Awards - 1995: The Lion King - 2001: Gladiator Grammy Awards - 1995: The Lion King (Best Instrumental Arrangement With Accompanying Vocals) - 1995: The Lion King (Album âm nhạc cho trẻ em xuất sắc nhất) - 1996: Crimson Tide - 2009: The Dark Knight (chia sẻ với James Newton Howard) Satellite Award - 1998: The Thin Red Line - 2001: Gladiator - 2003: The Last Samurai - 2011: Inception Saturn Awards - 2009: The Dark Knight (chia sẻ với James Newton Howard) - 2011: Inception - 2014: Interstellar | Classical BRIT Awards - 2008: The Dark Knight (chia sẻ với James Newton Howard) - 2013: Nhạc sĩ của năm (cho The Dark Knight Rises và Man Of Steel) - 2013: Đóng góp nổi bật cho Âm nhạc - cùng với Raymond Weil WAFCA Awards - 2011: Inception - 2013: 12 Years a Slave BFCA Awards - 2000: Gladiator DFWFCA Awards - 2014: Interstellar World Soundtrack Awards - 2011: Inception Stephen Hawking Medal - 2016: Interstellar |